# 田軒來
田軒來，字东轩，浙江山阴人，清朝政治人物。同進士出身。

## 生平
康熙三十年，登進士，官至四川成都縣知縣。